# Ібраїма Ньян
Ібраїма Ньян (фр. Ibrahima Niane, нар. 11 березня 1999, М'Бур) — сенегальський футболіст, нападник клубу «Мец».

## Клубна кар'єра
Народився 11 березня 1999 року в місті М'Бур. У 2014 році Ньян на відборі гравців в національну команду Сенегалу до 17 років був помічений скаутами клубу «Дженерейшен Фут», куди він незабаром перейшов. В 2014—2016 роках він зіграв кілька матчів за основний склад клубу і брав участь у переможному для команди розіграші Кубка Сенегалу, а в сезоні 2016/17 став одним з ключових гравців команди і допоміг їй виграти чемпіонат Сенегалу.
9 червня 2017 року Ньян підписав п'ятирічний контракт з французьким клубом «Мец», який підтримував тісну співпрацю з «Дженерейшен Фут». Вже в сезоні 2017/18 18-річний нападник став гравцем головної команди. 5 серпня 2017 року він дебютував у Лізі 1 у матчі проти «Генгама», вийшовши на заміну на 70-й хвилині замість Готьє Ена. Станом на 4 травня 2019 року відіграв за команду з Меца 63 матчі в національному чемпіонаті.

## Виступи за збірну
З 2017 року залучався до складу молодіжної збірної Сенегалу, у складі якої брав участь у молодіжних чемпіонатах світу 2017 та 2019 років, а також двічі був фіналістом молодіжного (U-20) чемпіонату Африки в цих же роках. На молодіжному рівні зіграв у 9 офіційних матчах, забив 3 голи.

## Статистика виступів

### Статистика клубних виступів
| Сезон             | Команда           | Чемпіонат         | Чемпіонат | Чемпіонат | Національний кубок | Національний кубок | Національний кубок | Континентальні кубки | Континентальні кубки | Континентальні кубки | Інші змагання | Інші змагання | Інші змагання | Усього | Усього |
| Сезон             | Команда           | Ліга              | Ігор      | Голів     | Ліга               | Ігор               | Голів              | Ліга                 | Ігор                 | Голів                | Ліга          | Ігор          | Голів         | Ігор   | Голів  |
| ----------------- | ----------------- | ----------------- | --------- | --------- | ------------------ | ------------------ | ------------------ | -------------------- | -------------------- | -------------------- | ------------- | ------------- | ------------- | ------ | ------ |
| 2017–18           | «Мец»             | Л1                | 30        | 2         | КФ+КЛ              | 3+2                | 3+0                | -                    | -                    | -                    | -             | -             | -             | 35     | 5      |
| 2018–19           | «Мец»             | Л2                | 33        | 10        | КФ+КЛ              | 5+3                | 2+2                | -                    | -                    | -                    | -             | -             | -             | 41     | 14     |
| Усього за кар'єру | Усього за кар'єру | Усього за кар'єру | 63        | 12        |                    | 13                 | 7                  |                      | -                    | -                    |               | -             | -             | 76     | 19     |

## Досягнення
- Чемпіон Сенегалу: 2016/17
- Володар Кубка Сенегалу: 2015
- Переможець французької Ліги 2: 2018/19